# Rawwadides
900–1070/1116
Entités précédentes :
- Dynastie salaride

Entités suivantes :
- Empire seldjoukide
- Dynastie ahmadilide

Les Rawwadides, ou Banū Rawwād (arabe : بنو رَوّاد) (900–1071), étaient une dynastie musulmane sunnite kurde,, centrée dans la région nord-ouest d'Adharbayjan (en actuel Iran) entre la fin du Xe siècle et le début du XIe siècle.
D'origine arabe Azdi, les Rawwadides gouvernaient Tabriz et le nord-est d'Adharbayjan à la fin du VIIIe siècle et au début du IXe siècle. Dans la seconde moitié du Xe siècle et pendant une grande partie du XIe siècle, ces descendants kurdisés contrôlaient une grande partie de l'Adharbayjan ainsi que des parties de l'Arménie.

## Histoire
L'origine de la dynastie Rawwadide est liée au nom du chef tribal Rawad. Les Rawwadides étaient initialement de descendance arabe Azdi et sont arrivés dans la région vers le milieu du VIIIe siècle, mais ils s'étaient kurdisés à la fin du Xe siècle et ont commencé à utiliser des formes kurdes pour leurs noms, comme Mamlan pour Muhammad et Ahmadil pour Ahmad,,,. La famille Rawwadide s'est installée au Kurdistan au milieu du VIIIe siècle, et a pris la tête des Rawadiya, une branche de la tribu kurde Hadhabani, au Xe siècle. Dans la seconde moitié du Xe siècle et pendant une grande partie du XIe siècle, ces descendants kurdisés contrôlaient une grande partie de l'Adharbayjan ainsi que des parties de l'Arménie.

La forme la plus ancienne du nom est écrite "Rewend" dans le Sharafnameh. Selon Kasravi, les Rawwadides ont conquis les terres du souverain Musafiride Ibrahim I ibn Marzuban I (en), en Adharbayjan en 979. Abu Mansur Wahsudan (en) (1019-1054) est le souverain rawwadide le plus connu, et il est mentionné par Ibn Athir. D'après Ahmad Kasravi, soixante qasidas panégyriques du poète Qatran Tabrizi (XIe siècle) dédiées à Wahsudan ont été conservées. Après la révolte des Oghuz contre Mahmud de Ghazni (998-1030) au Khorasan en 1028, environ 2 000 familles oghouzes ont fui vers l'ouest. Wahsudan a protégé certaines d'entre elles et leur a permis de s'installer sur le territoire des Rawwadides,. Il leur a attribué des terres et en a fait ses vassaux, dans l'intention de les utiliser dans les guerres contre l'Empire byzantin. Les régions de Tabriz, Maragha et les forteresses du mont Sahand étaient sous son contrôle. En 1029, il aida les Kurdes Hadhabani (en) de Maragha à repousser les tribus turques oghouzes envahissantes.
D'après Ibn Athir, Wahsudan forma une alliance matrimoniale avec le premier groupe de Turcs oghouzes arrivé en Adharbayjan pour agir contre ses ennemis. Cette alliance suscita l'animosité du dirigeant Shaddadide Abu’l-Ḥasan Laškari. Un autre groupe de Turcs arriva en Adharbayjan en 1037–1038. Après avoir pillé Maragha, Wahsudan et son neveu Abu’l-Hayjā mirent de côté leurs différends et unirent leurs forces contre les Turcs Ghuzz. Ces derniers furent repoussés vers Ray, Ispahan et Hamadan. Un groupe de Turcs resta à Ourmia, où Wahsudan invita leurs chefs à un dîner, au cours duquel il les fit massacrer en 1040–1041.
Qatran mentionne plusieurs batailles entre Wahsudan et un groupe de Ghuzz arrivés en Adharbayjan en 1041–1042. Une bataille intense dans le désert de Sarab se solda par la défaite des Rawwadides face aux Turcs.
Après avoir chassé les Oghuz, Wahsudan améliora ses relations avec les Shaddadides et se rendit personnellement à Gandja, le centre des Shaddadides.
Wahsudan envoya également une expédition à Ardabil sous le commandement de son fils Mamlan II (en). Le dirigeant (sipahbod) de Moghan dut se soumettre au conquérant. Mamlan construisit également une forteresse à Ardabil.

Un tremblement de terre dévastateur en 1042-1043 détruisit une grande partie de Tabriz, y compris ses murailles, ses maisons, ses marchés et une bonne partie du palais des Rawwadides. Bien qu'Ibn al-Athir affirme que 50 000 personnes périrent à Tabriz, Nasir Khosrow, qui traversa la ville quatre ans plus tard, évoque plutôt 40 000 morts et affirme que la ville prospérait à l'époque de sa visite. Wahsudan échappa lui-même à la catastrophe car il se trouvait dans un jardin à l'extérieur de la ville.
Les Seldjoukides sous le commandement de Tughril conquirent la principauté en 1054, et ce dernier vainquit le prince de Tabriz, Wahsudan ibn Mamlan, et emmena son fils Abu Nasr Mamlan. En 1071, lors du retour d'Alp Arslan de sa campagne contre l'Empire byzantin, il déposa Mamlan. Le successeur de Wahsudan, Ahmad bin Wahsudan, seigneur de Maragha, participa à la campagne de Malik Shah contre la Syrie en 1110. Son titre complet était Ahmadil bin Ibrahim bin Wahsudan al-Rawwadi al-Kurdi. Ahmadil combattit également les croisés lors de la Première Croisade. Joscelin conclut un traité de paix avec lui lors du siège de Tell Bashir (situé dans l'actuelle Turquie, au sud-est de Gaziantep). Ahmadil fut assassiné par les Ismaéliens en 1117 à Bagdad. Ses descendants continuèrent de gouverner Maragha et Tabriz en tant qu'Atabakan de Maragha jusqu'à l'invasion mongole en 1227,.

## Dirigeants rawadides
1. Muhammad ibn Husayn al-Rawadi (? – vers  953?)
2. Abu'l-Hayja Husayn I (955–988)
3. Abu'l-Hayja Mamlan I (988–1000)
4. Abu Nasr Husayn II (1000–1025)
5. Abu Mansur Wahsudan (1025–1058/9)
6. Abu Nasr Mamlan II (1058/9–1070)
7. Ahmadil ibn Ibrahim ibn Wahsudan (à Maragha) (vers 1100-1116)

### Tombeau
L’Imamzadeh Chaharmanar (en) à Tabriz est le lieu de sépulture des souverains Rawwadides :

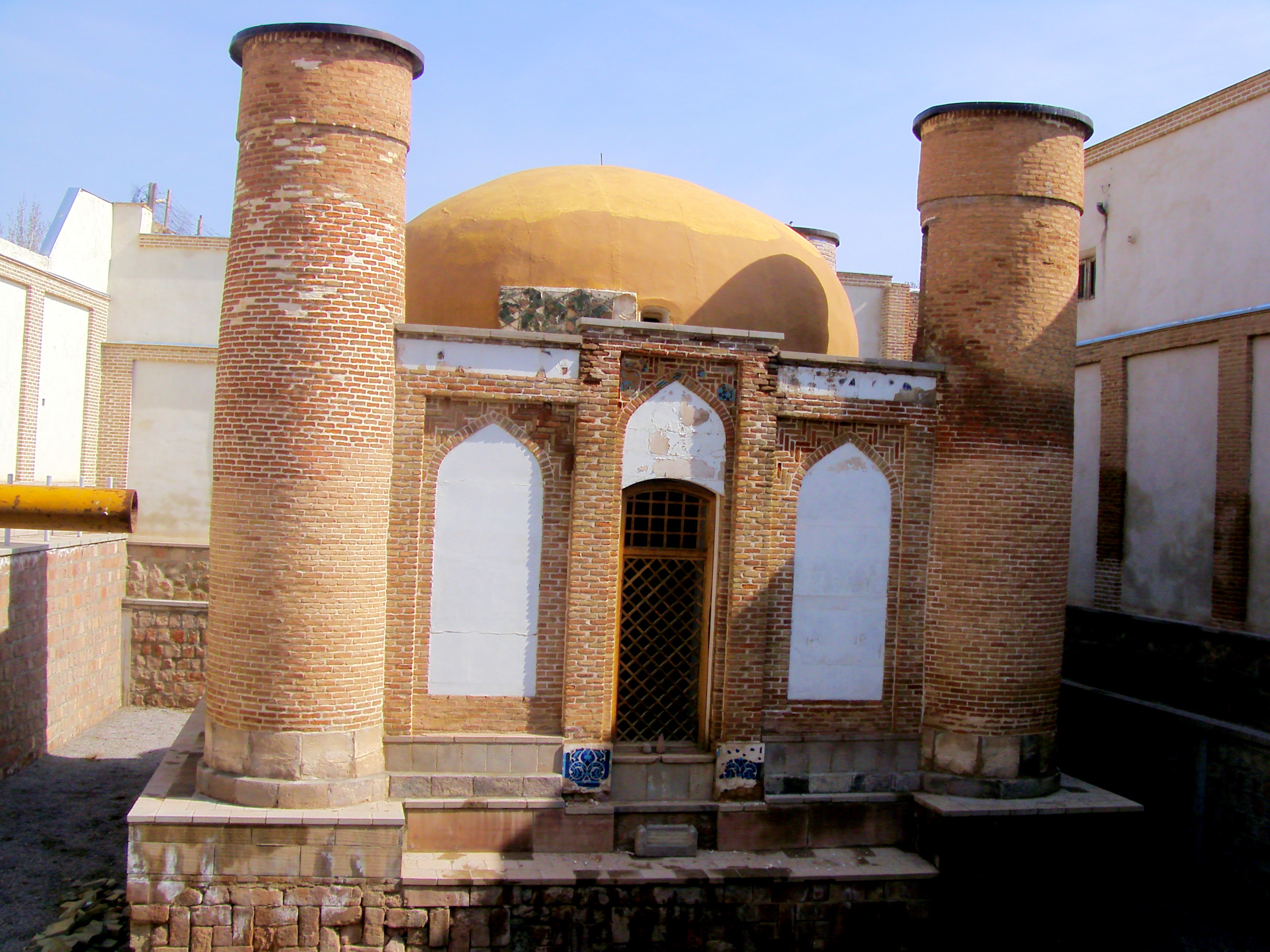
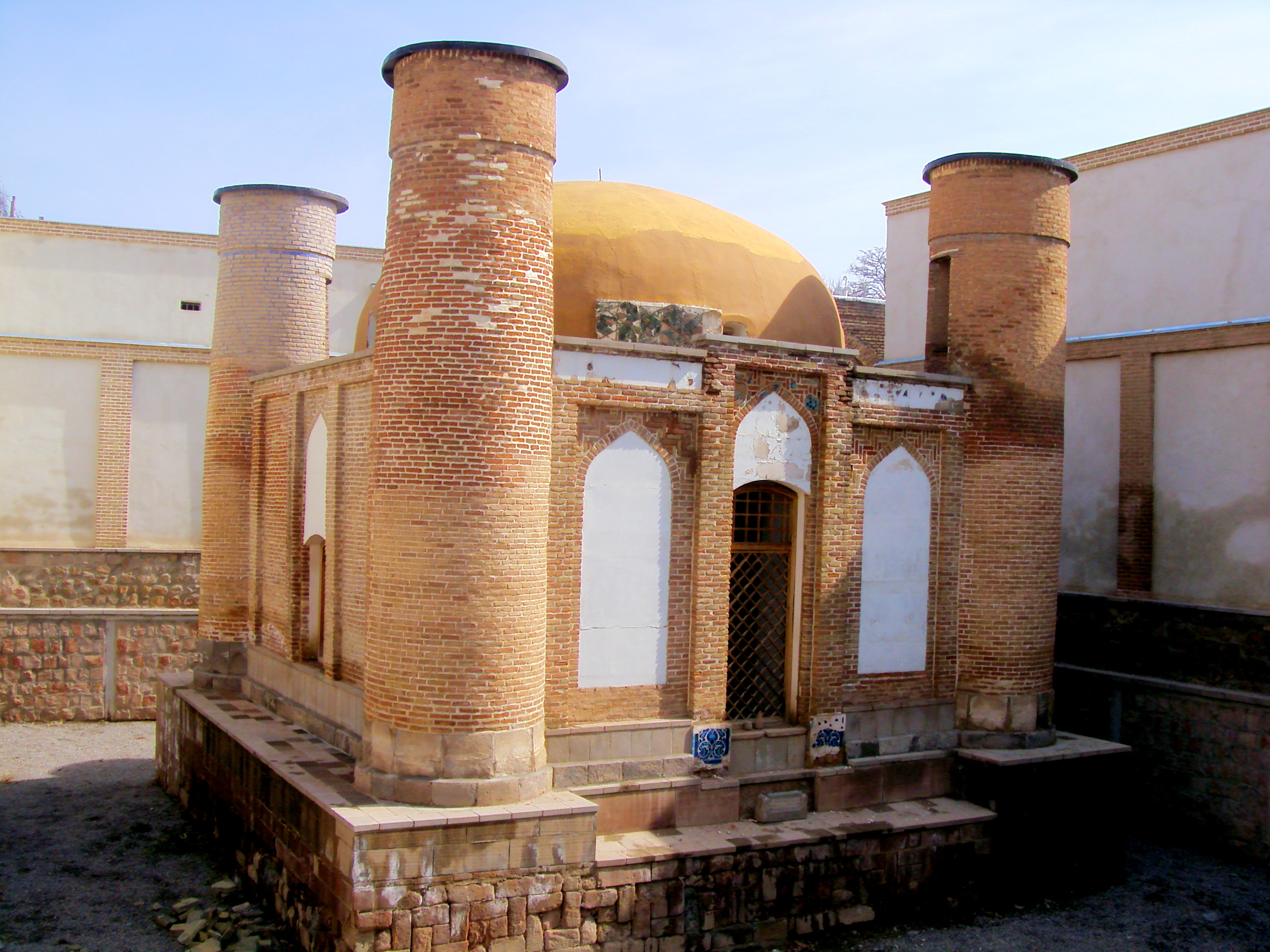
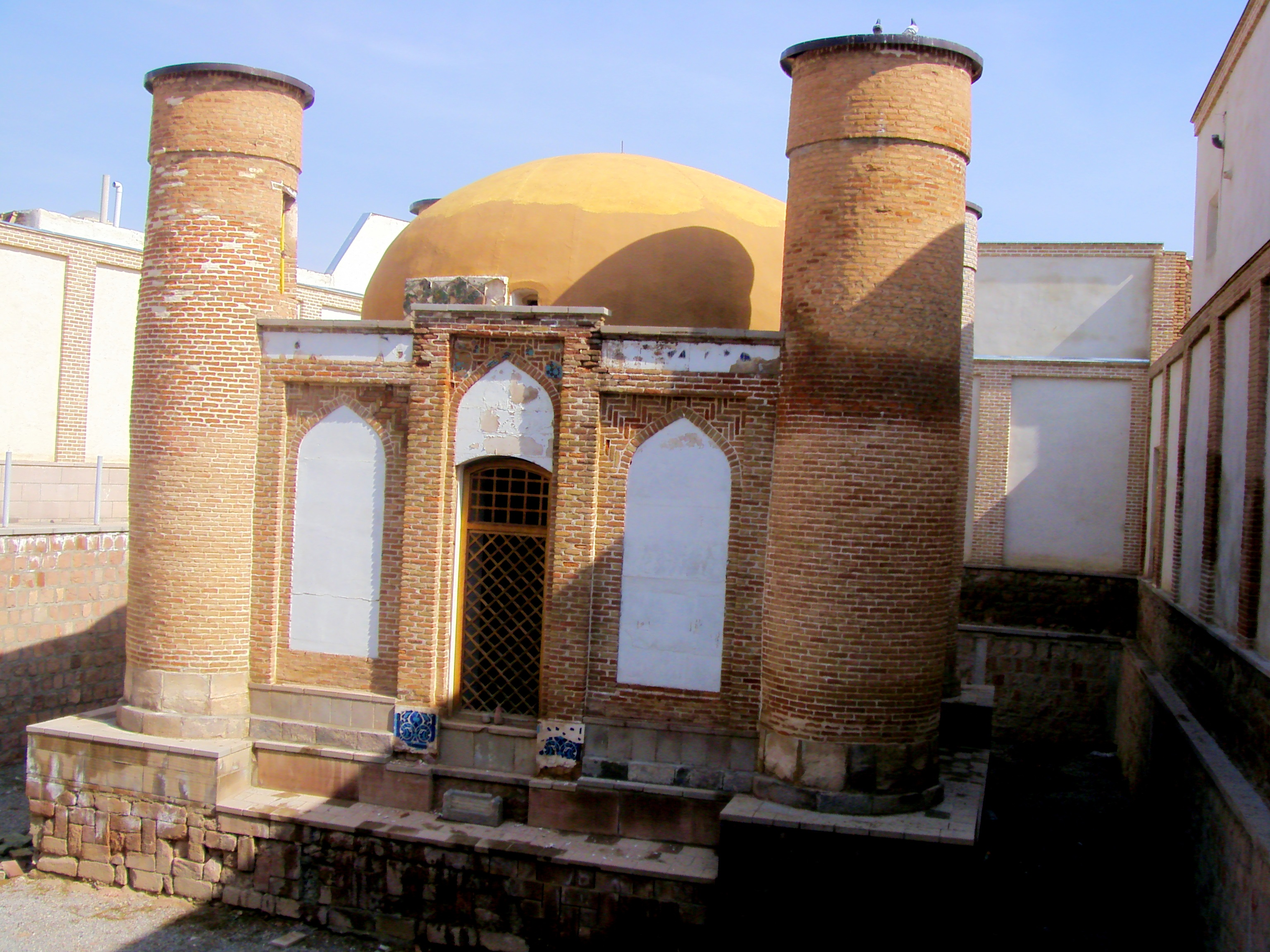

## Sources
- Modèle:EI2
- C.E. Bosworth, The New Islamic Dynasties: A Chronological and Genealogical Manual, New York City, Columbia University Press, 1996 (ISBN 0-231-10714-5)
- Francois de Blois, Persian Literature - A Bio-Bibliographical Survey: Poetry of the Pre-Mongol Period (Volume V), Routledge, 2004 (ISBN 978-0947593476)
- Modèle:EI2
- Modèle:Encyclopædia Iranica
- Siavash Lornejad et Ali Doostzadeh, On the modern politicization of the Persian poet Nezami Ganjavi, Caucasian Centre for Iranian Studies, 2012 (lire en ligne)
- Modèle:Cambridge History of Iran
- Andrew Peacock, « Rawwadids », dans Encyclopædia Iranica, online edition, New York, 2017 (lire en ligne)
- Jan Rypka, History of Iranian Literature, Springer Netherlands, 1968 (ISBN 978-9401034814)
- Hugh Kennedy, The Prophet and the Age of the Caliphates, Routledge, 2016 (ISBN 9781317376392, lire en ligne)